# Gastronomía de Kirguistán

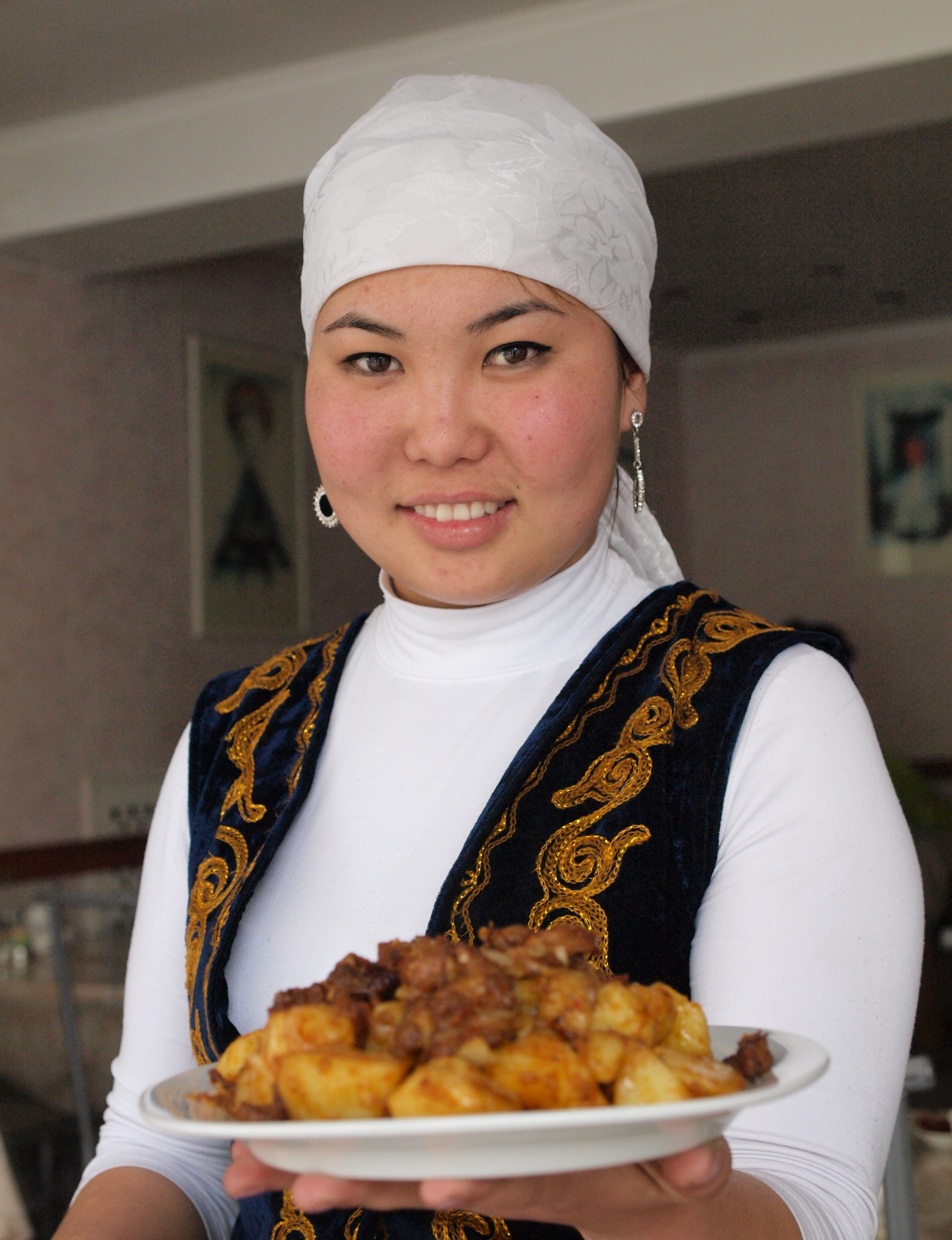
Una mujer kirguís con el vestido nacional y un plato de comida en Biskek.

La gastronomía de Kirguistán comprende los hábitos y costumbres alimentarias de los habitantes de Kirguistán, principalmente los kirguises, pero también otros pueblos que habitan el país, tradicionalmente nómadas. Su gastronomía comparte muchos rasgos con la de las naciones vecinas, sobre todo con Kazajistán.

## Ingredientes
Los habitantes de Kirguistán son principalmente miembros de las cuarenta tribus de kirguises, pueblos que hablan lenguas túrquicas y de religión musulmana (en su mayor parte), por lo que la carne de cerdo y el alcohol les está, en teoría, prohibido. Los kirguises han sido tradicionalmente nómadas y, por tanto, los ingredientes que emplean están relacionados con este estilo de vida. El ingrediente típico por excelencia es la carne, y la forma de cocinarla suele ser sencilla. En la actualidad las influencias chinas y rusas están cambiando algunos hábitos alimenticios.

## Hábitos
Es habitual consumir tres comidas principales (desayuno, almuerzo y cena) y algunos tentempiés entre horas. Tradicionalmente, la comida principal se preparaba al atardecer, y consistía en carne y dumplings. La cena típica consiste en un plato o cazuela central a partir de la cual se sirve a los comensales en cuencos individuales. Los comensales suelen sentarse en una moqueta o alfombra alrededor del plato o cazuela central. En las comidas ortodoxas se emplean cubiertos como cucharas, aunque algunas piezas grandes de comida se cogen con la mano, como la carne. Tradicionalmente los hombres son servidos primero, seguidos de mujeres y niños. Se considera de buena educación eructar al finalizar la comida. Las nueces son un ingrediente típico, ya que Kirguistán tiene el bosque de nogales más grande del mundo.

## Elaboraciones

### Platos de carne

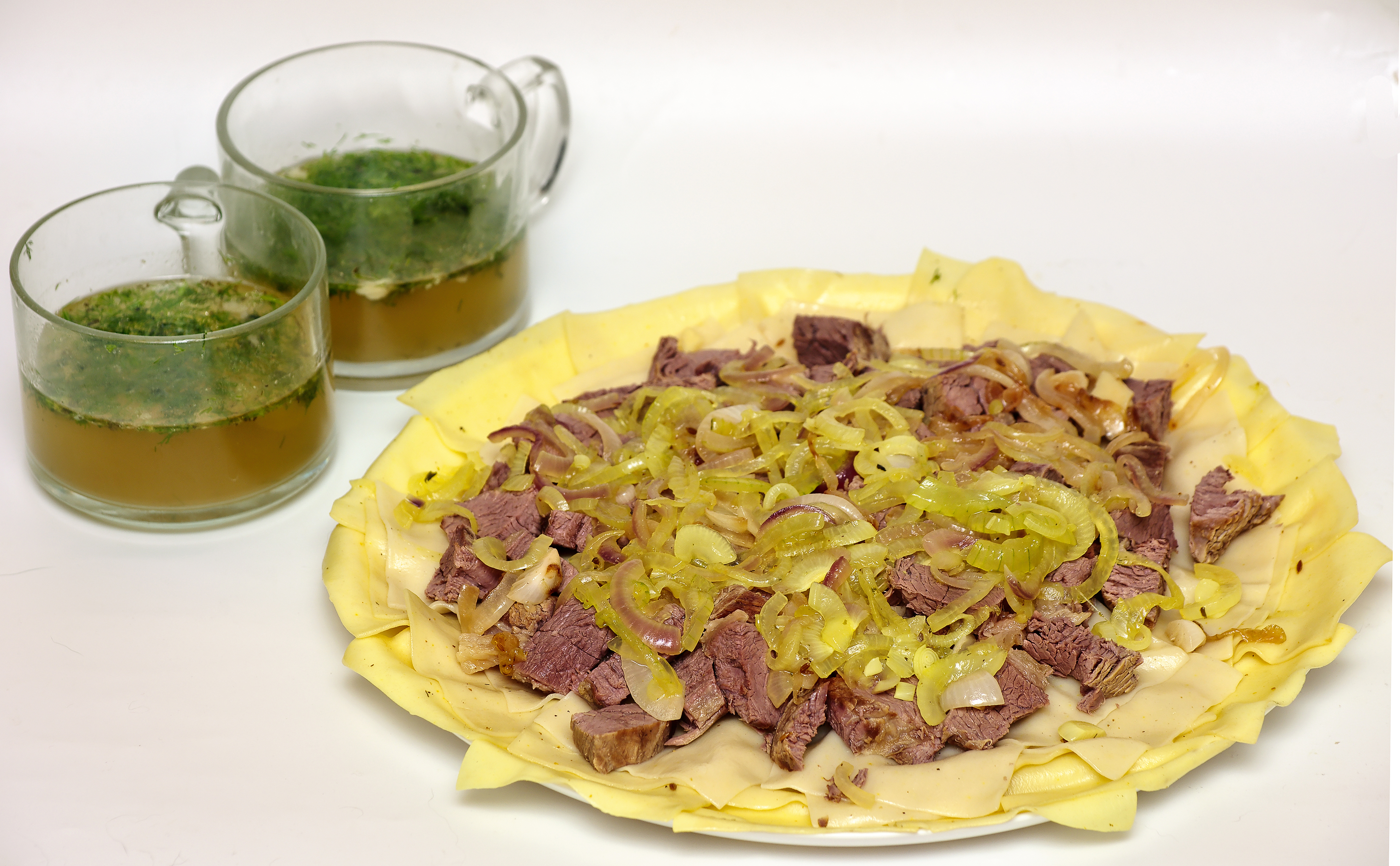
Un plato de beshbarmak.

La carne es y ha sido uno de los ingredientes centrales de la cocina kirguís. Entre los platos de carne más populares se encuentran las salchichas de caballo (kazy o sucuk), hígado asado de oveja, beshbarmak (un plato que contiene carne hervida y desmenuzada con fideos ), y otros platos a base de carne de caballo.
El beshbarmak, que en kirguís significa «cinco dedos», es considerado el plato nacional (junto con el kesme) y es común tanto en Kirguistán como en Xinjiang, donde se llama narin. La elaboración se llama así, ya que suele comerse empleando los cinco dedos de la mano derecha. Es un plato simple que suele ofrecerse a los invitados importantes.
La preparación consiste en carne de caballo —algunas veces de cordero o de ternera— hervida en su propio jugo durante varias horas y servida sobre fideos caseros con perejil y cilantro. Si se usa carne de cordero en vez de carne de caballo se suele poner la cabeza hervida de la oveja frente al comensal más honrado, el cual corta los trozos y partes de la cabeza para ofrecérselos a los demás. Las demás partes también suelen ir dirigidas a personas en concreto según las costumbres: la cola para las mujeres embarazadas, y las costillas u huesos de la cintura a los demás invitados.

### Arroces, fideos ydumplings

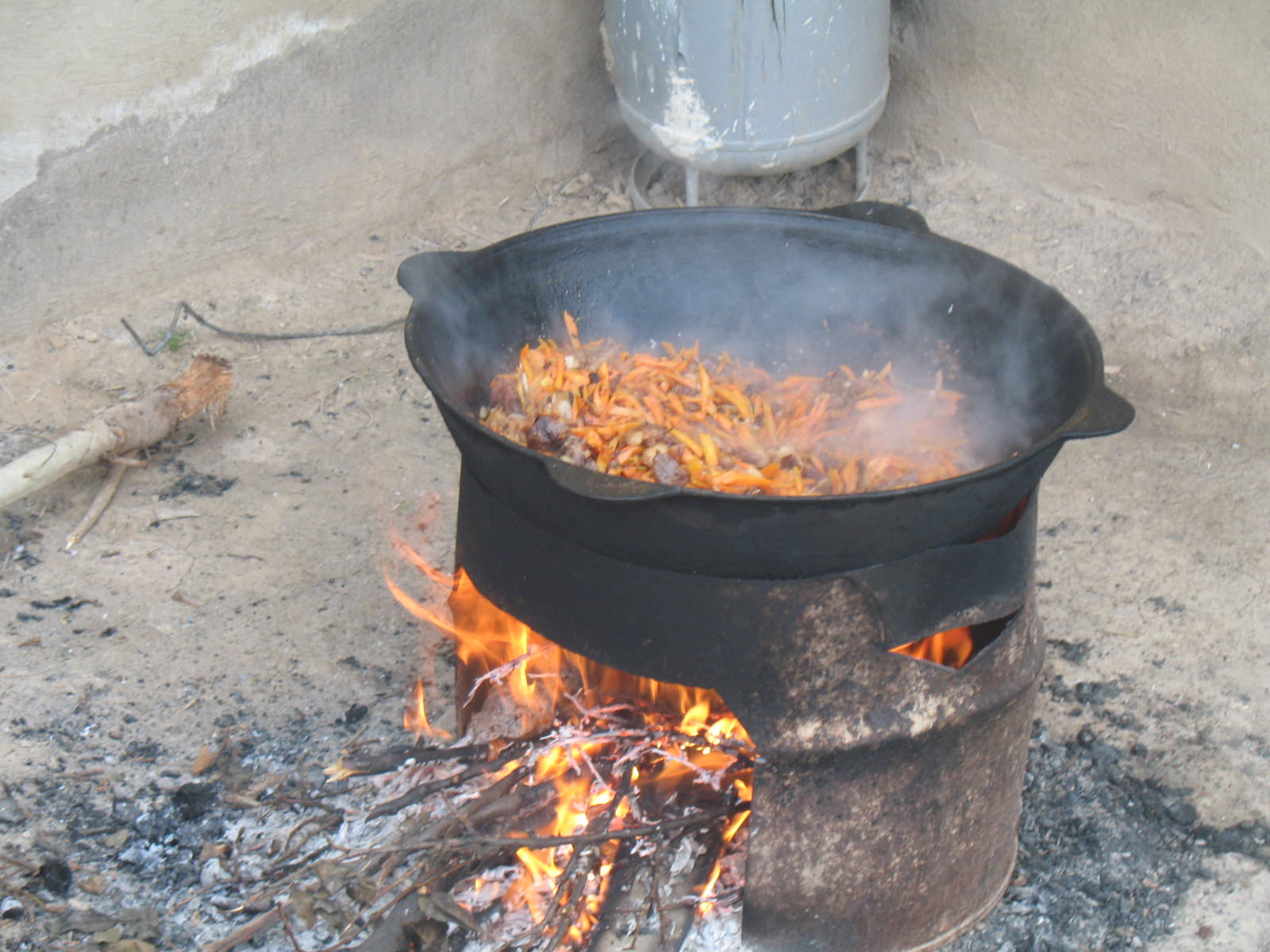
Paloo cocinado en qazan.

El kesme es considerado uno de los platos nacionales; consiste en una sopa de fideos con carne y grasa de las ovejas típicas de la zona. El çorba, una sopa de cordero, se sirve con mantı —dumplings hervidor con carne y cebolla— en el interior del caldo. El laghman es un plato de fideos muy popular que se prepara con fideos muy delgados hechos con masa de harina y cubiertos posteriormente con pimiento picado y otras verduras, servidos en salsa de vinagre picante. A pesar de que es muy popular en Kirguistán, es considerada una receta uigur. El pelmeny, un plato de fideos finos, es un ejemplo de la influencia de la cocina rusa sobre la gastronomía de Kirguistán. Entre las distintas preparaciones de arroz se puede mentar el paloo, elaborado con carne, zanahorias, cebollas y ajo en un kazan —un gran caldero de hierro fundido—.

### Pan
La cocina kirguís se caracteriza por tener diferentes tipos de pan. En el norte del país se encuentra el llamado komoc, que se cocina a las brasas de un fuego abierto. Los nómadas cocinan el pan en kazan situados en las yurtas. Un pan típico de Asia Central muy popular en Kirguiztán es el pan plano llamado nan (en kirguís, нан). También se producen los conocidos como qattama y boorsoq, dos tipos de pan frito.

### Bebidas y lácteos

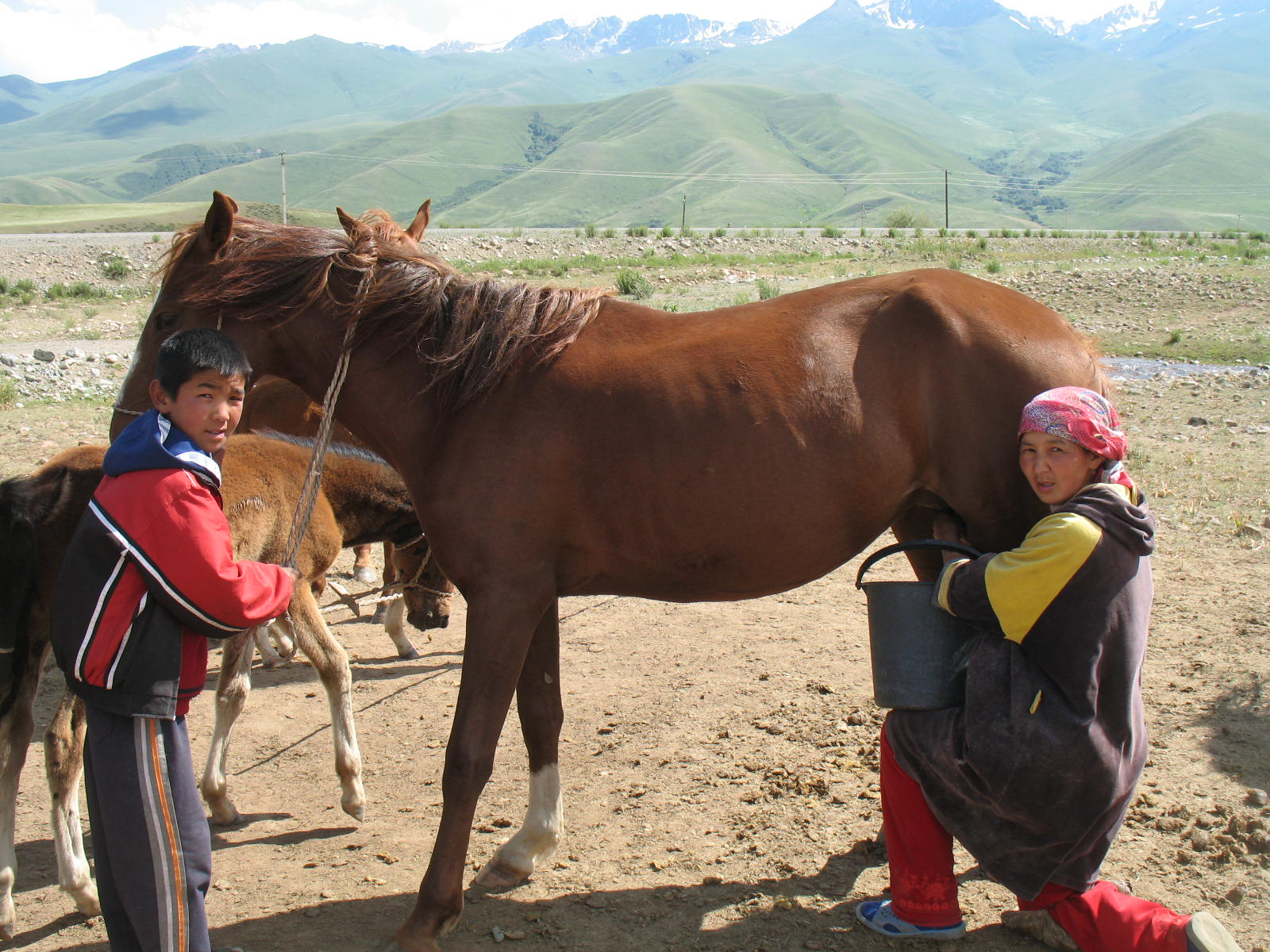
Con la leche de yegua se elabora el kumis.

Las bebidas y derivados lácteos son populares tanto entre los nómadas como entre los habitantes de las ciudades. Los productos lácteos incluyen el airan, un yogur que se bebe y el kaymak, una crema que se unta en el pan. La bebida nacional es el kumis, leche fermentada de yegua. La leche se introduce en un recipiente para fermentarse y es removida con una cuchara llamada biskek —como la capital del país—. El korot es un queso de leche de oveja que se seca y puede ser reconstituido por los nómadas mientras están en ruta.
Otras bebidas populares incluyen el bozo, un brebaje de grano fermentado, el vodka —introducido por los rusos—, que se ha convertido en la bebida alcohólica más consumida, y el té (tanto verde como negro) sin leche ni azúcar. El café no es muy popular.